# 수피안 비다위
수피안 비다위(프랑스어: Soufiane Bidaoui, 1990년 4월 20일 ~ )는 세리에 B 팀 아스콜리 칼초 1898 FC에서 미드필더로 뛰는 모로코의 축구 선수이다.

## 클럽 경력
벨기에 에테르베르크에서 태어난 비다위는 베스테를로, 루셀라레, 리르서와 같은 벨기에 클럽들에서 뛰었다. 2013년 여름, 비다위는 이탈리아 축구팀 파르마와 계약을 맺었다. 그는 2013–14 시즌간 임대를 통해서 크로토네에 입단했다.
비다위는 2012년 런던 하계 올림픽에서 모로코 대표팀으로 출전했다.